# رناتو اولمی
رناتو اولمی (به ایتالیایی: Renato Olmi) بازیکن فوتبال و اهل ایتالیا است که از سال ۱۹۴۰ میلادی عضو تیم ملی فوتبال ایتالیا بوده و در ۳ بازی ملی حضور داشته‌است. او در بازی‌های ملی‌اش گلی به ثمر نرساند.
رناتو اولمی آخرین بازی ملی خود را در سال ۱۹۴۰ میلادی انجام داد.